# Oliver Penrose
Pour les articles homonymes, voir Penrose.
Oliver Penrose (né le 6 juin 1929 à Londres) est un mathématicien et physicien britannique.

## Biographie
Il est le fils du scientifique Lionel Penrose et le frère du mathématicien et physicien Sir Roger Penrose, du grand maître d’échecs Jonathan Penrose et de la généticienne Shirley Hodgson. Spécialiste de la physique mathématique, il travaille notamment dans les domaines de la mécanique statistique, de la thermodynamique et de la chimie physique,.
Oliver Penrose est professeur de mathématiques, d’abord à la Open University de Milton Keynes, puis, de 1986 jusqu’à sa retraite en 1994, à la Heriot-Watt University à Édimbourg.
Son principal domaine de recherche est le traitement mathématique des modèles de la mécanique statistique et la théorie des transitions de phase, notamment la cinétique des transitions de phase dans les métaux et la chimie physique des surfactants. Il est également l’auteur du concept d’ordre à longue portée hors diagonale (off-diagonal long-range order), essentiel dans l’étude de la supraconductivité et des superfluides,.
Il s’intéresse aussi à l’interprétation de la mécanique quantique et à la physique de la flèche du temps.